# 爱邪勿
爱邪勿（?—?），又作爱耶勿，回鹘汗国末年宰相。
会昌二年（842年）五月，回鹘相爱邪勿与尚书吕衡等诸部降附唐朝振武军，唐武宗诏拜嗢没斯为右金吾卫大将军，爵怀化郡王，归义军使；阿历支宁边郡公，习勿啜昌化郡公，乌罗思宁朔郡公，并为冠军大将军、左威卫大将军；爱邪勿宁塞郡公，为右领军大将军。嗢没斯等人归唐，都赐姓李氏，嗢没斯为李思忠，阿历支为李思贞，习勿啜为李思义，乌罗思为李思礼；爱邪勿为李弘顺，即拜归义军副使。唐朝派刘沔为回纥南面招抚使，分沙陀河中军五百骑给李弘顺。会昌三年（843年）正月，乌介可汗率众侵逼振武军，李弘顺率军配合刘沔反击乌介可汗，获得大胜。乌介可汗去依附黑车子，唐朝命李弘顺穷追。李弘顺以利收买黑车子室韦，募杀乌介可汗。